# Peter Fechter

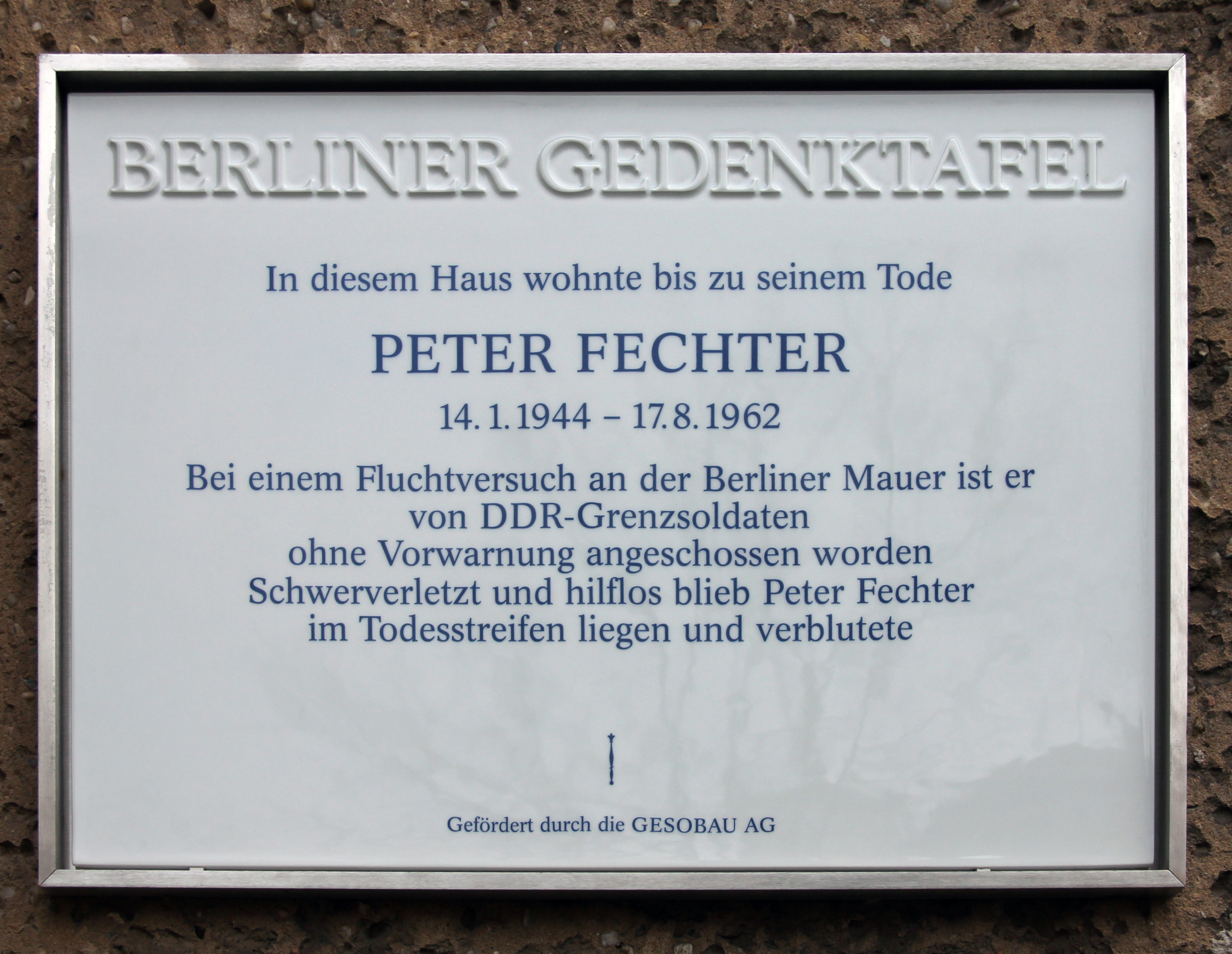
Tablica upamiętniająca Petera Fechtera na jego mieszkaniu

Peter Fechter (ur. 14 stycznia 1944 w Berlinie, zm. 17 sierpnia 1962 tamże) – ofiara śmiertelna Muru Berlińskiego postrzelona podczas nieudanej próby ucieczki z terenu NRD, zaliczana w związku z okolicznościami oraz miejscem śmierci do najsłynniejszych ofiar tegoż.

## Życiorys
Jako trzecie spośród czworga dzieci i zarazem jedyny syn Peter Fechter dorastał we wschodnioberlińskiej dzielnicy Weißensee. Ojciec zatrudniony był przy budowie maszyn, matka pracowała jako sprzedawczyni. Starsza zamężna siostra mieszkała w Berlinie Zachodnim, gdzie do momentu budowy muru odwiedzana była regularnie przez rodzinę. W wieku 14 lat Fechter ukończył szkołę, decydując się na naukę zawodu murarza. Pomimo dobrej opinii w zakładzie pracy odmówiono mu prawa wyjazdu do RFN. Helmut Kulbeik, przyjaciel i rówieśnik Fechtera, wyznał po latach, iż obaj od dawna nosili się z myślami ucieczki, lecz pomimo chęci czy wstępnych dokładnych oględzin umocnień granicznych nie posiadali jakichkolwiek sprecyzowanych planów tejże.

### Ucieczka i śmierć
W piątek 17 sierpnia 1962 r. około godziny 14:15 Fechter i Kulbeik zdecydowali się przeskoczyć mur przy Zimmerstraße, w bezpośrednim sąsiedztwie punktu kontrolnego Checkpoint Charlie na granicy dzielnic Mitte i Kreuzberg. Podczas gdy Kulbeik zdołał bezproblemowo przedostać się na stronę zachodnią, Fechter został na oczach świadków wielokrotnie postrzelony bez jakiegokolwiek ostrzeżenia przez pełniących służbę Rolfa Friedricha (wówczas 26 lat), Ericha Schreibera (wówczas 20 lat) oraz trzeciego, nieznanego z nazwiska żołnierza wojsk granicznych NRD. Ranny upadł na znajdujący się jeszcze na terenie Berlina Wschodniego tzw. pas śmierci, gdzie unieruchomiony przeleżał blisko godzinę.
Peter Fechter zaczął głośno wzywać pomocy, co wyraźnie zwróciło uwagę licznych przechodniów po obu stronach muru. Po stronie Berlina Wschodniego zbiegowisko zostało bardzo szybko rozproszone przez siły porządkowe, także i zachodnioberlińska policja zmuszona została do użycia niezbędnych sił i środków. Przystawiając do muru drabinę, zachodnioberlińscy policjanci rzucili Fechterowi materiały opatrunkowe, na tym musieli jednak poprzestać, gdyż ranny uciekinier wciąż znajdował się po stronie Berlina Wschodniego. Pomocy postrzelonemu nie udzielili zarówno wojskowi NRD, jak i (pomimo głośnych nawoływań ze strony zachodniej) pełniący służbę na punkcie Checkpoint Charlie żołnierze amerykańscy. Przy wtórze wściekłych okrzyków „Mordercy!” rannego wyciągnęli ostatecznie z pasa śmierci żołnierze wojsk granicznych NRD. Peter Fechter wykrwawił się i około godziny 17:00 zmarł w szpitalu.

## Reakcje
Śmierć Petera Fechtera uzmysłowiła nieświadomym dotąd obywatelom Niemiec Zachodnich grozę powagi rozkazu o strzelaniu do uciekinierów z NRD. Duże rozgoryczenie wzbudziła również bezczynność znajdujących się w pobliżu żołnierzy USA. Bezpośrednio po zdarzeniu, jak i w następnych dniach po tym doszło po stronie Berlina Zachodniego do wielu manifestacji, przy których jedynie obecność sił policyjnych powstrzymać mogła uczestników od wtargnięcia do pasa granicznego. Przewożący żołnierzy radzieckich autobus obrzucono kamieniami, także i żołnierze amerykańscy stali się obiektem zarówno werbalnej, jak i czynnej agresji ze strony mieszkańców.
Dowodzący plutonem pełniących tego dnia służbę żołnierzy wojsk granicznych NRD przyznał, iż bał się wkroczyć do akcji w obawie o życie swoje i podkomendnych w związku z możliwością postrzelenia ze strony zachodnioberlińskich policjantów. Obawy te uzasadniał fakt, iż trzy dni wcześniej w wyniku strzelaniny na granicy wewnątrzniemieckiej zginął z rąk policjantów RFN żołnierz wojsk NRD Rudi Arnstadt. Pamiętano, iż dwa miesiące wstecz podczas udaremnienia próby ucieczki postrzelony został śmiertelnie szeregowy Reinhold Huhn, wciąż aktualna była również strzelanina z zachodnioberlińską policją z 23 maja 1962 r., wskutek której śmierć poniósł inny żołnierz NRD Peter Göring.
Porucznik armii USA zeznał natomiast, iż na telefoniczne zapytanie odnośnie do niniejszej sytuacji, skierowane do dowodzącego sektorem amerykańskim w Berlinie generała Alberta Watsona II, w odpowiedzi usłyszeć miał od tegoż: Lieutenant, you have your orders. Stand fast. Do nothing. (Poruczniku, zna pan wskazówki. Niech się Pan powstrzyma. Niech Pan nic nie robi.)
Podczas wizyty państwowej 29 sierpnia 1962 r. w miejscu śmierci Fechtera wieniec złożył prezydent Madagaskaru Philibert Tsiranana. Miejsce niniejsze odwiedził również w październiku 1963 r. minister do spraw ogólnoniemieckich Erich Mende.
W wyemitowanym 27 sierpnia 1962 r. programie telewizji NRD „Der schwarze Kanal” prowadzący go Karl-Eduard von Schnitzler określił Fechtera jako „postrzelonego kryminalistę”. Sposób działania żołnierzy uznał za słuszny, usprawiedliwiając go następującymi słowami: „Jeśli jakikolwiek z tego typu elementów (…) zostanie zastrzelony na granicy, od razu robi się głośno. (…) Życie każdego noszącego mundur młodego człowieka jest dla nas o wiele więcej warte niż życie łamiącego prawo. Niech trzymają się z dala od granicy – w ten sposób oszczędzi się krwi, łez i jakiegokolwiek krzyku”.
Przypadek Petera Fechtera stał się głównym tematem wydanego 31 sierpnia 1962 r. numeru amerykańskiego magazynu Time. Występujący w opublikowanym artykule zwrot „Wall of Shame” (mur hańby) stał się odtąd w opinii międzynarodowej synonimem Muru Berlińskiego.

## Upamiętnienie
Peter Fechter został pochowany na Cmentarzu Zmartwychwstania w swojej rodzinnej dzielnicy Weißensee. Wniosek o nadaniu miejscu pochówku bardziej honorowego charakteru został odrzucony przez berliński senat w latach 2005 i 2012.
Na ulicy Zimmerstraße w pobliżu punktu kontrolnego Checkpoint Charlie, w miejscu śmierci Petera Fechtera ustawiono monument autorstwa Karla Biedermanna w formie brązowej steli informującej o mającym wówczas miejsce wydarzeniu. Kolejny pomnik wzniesiono 11 czerwca 2011 r. na Bernauer Straße. Rzeźbę przedstawiającą Fechtera niesionego przez żołnierza wojsk granicznych zniszczono jednak już niecałe dwa tygodnie później. 
Ku czci zastrzelonego wzniesiono także krzyż pamięci na znajdującym się przy Checkpoint Charlie tzw. Cmentarzu Wolności. Obiekt zlikwidowano 5 lipca 2005 r. w związku z wygranym procesem sądowym właściciela terenu.

## Konsekwencje i następstwa
Śmierć Fechtera wycisnęła ogromne piętno na rodzinie zabitego. Rozgoryczony ojciec zmarł, matka popadła w chorobę psychiczną. Innych członków rodziny poddano wieloletnim szykanom ze strony władz poprzez nieustanne obserwacje ze strony Stasi, przeszukania czy zakaz pracy. Według wyników badań przeprowadzonych przez MDR matka ofiary przyjąć miała po jej śmierci postawę wierną systemowi, co poparte zostało zarówno przez znalezione po latach akta władz, jak i wypowiedzi siostrzenicy Fechtera.

## Proces sprawców
Po zjednoczeniu Niemiec doszło do wielu procesów żołnierzy wojsk granicznych oskarżonych o strzelanie do uciekinierów, w związku z czym do odpowiedzialności pociągnięto również i strzelających do Petera Fechtera. W marcu 1997 r. sąd uznał dwóch z tychże winnymi zabójstwa, skazując ich na kary 20 i 21 miesięcy pozbawienia wolności w zawieszeniu. Obaj oskarżeni przyznali się do oddania strzałów, zaprzeczyli jednak zarzutowi zamiaru uśmiercenia ofiary. W procesie nie ustalono jednak czy sprawcą śmiertelnego postrzału byli dwaj wyżej wymienieni, czy też zmarły w międzyczasie trzeci żołnierz. Sąd orzekł za to jednoznacznie, iż Fechter zmarł nie wskutek nieudzielania pomocy, lecz bezpośrednio od strzałów.

## Filmy dokumentalne
- 1994: …ein gewisser Peter Fechter, Wolfgang Schoen[17]
- 1997: Der Tod des Mauerflüchtlings Peter Fechter, Heribert Schwan, WDR
- 2011: Zwei Tote im Kalten Krieg, Rainer Erices und Jan Schönfelder, MDR
- 2012: Ein Tag im August – Der Fall Peter Fechter, Wolfgang Schoen, RBB

## Uhonorowanie
- 1983: nadano nazwę Peter-Fechter-Ufer jednemu z wytyczonych 5 lat wcześniej bulwarów spacerowo-rowerowych w Hanowerze[18].
- 2014: na ścianie domu rodzinnego Fechtera przy ulicy Behaimstraße 11 w dzielnicy Weißensee zamontowano tablicę pamiątkową.

## Literatura
- Christine Brecht: Peter Fechter, in: Die Todesopfer an der Berliner Mauer 1961–1989, Berlin 2009, S. 101–104.
- Lars-Broder Keil, Sven Felix Kellerhoff; Thomas Schmid (Hrsg.): Mord an der Mauer. Der Fall Peter Fechter, Mit einem Geleitwort von Klaus Wowereit, Quadriga (Bastei Lübbe), Köln 2012, ISBN 978-3-86995-042-6.
- Bericht mit Dokumenten und Kurzportrait Biografia na stronie Chronik der Mauer (niem.)
- The Boy Who Died on the Wall. In: LIFE, 31. August 1962, S. 16–23. (Fotoreportage, engl.)
- Christoph Hamann: Schnappschuss und Ikone – Das Foto von Peter Fechters Fluchtversuch 1962 (Zeithistorische Forschungen 2/2005)
- RBB: Peter Fechter stirbt bei Fluchtversuch (Video/TV-Bericht)